# Якоби, Варфоломей Валентинович
Варфоломе́й Валенти́нович Яко́би (1693—1769) — российский военный и государственный деятель, генерал-поручик, комендант города Селенгинска.

## Биография
Родился в 1693 году в Польше. В 1711 году переселился в Россию. Поступил в Низовой корпус солдатом.
Участвовал в Русско-турецкая войне 1710—1713 годов. В 1714 году получил звание поручика, с 1720 года — капитан в Кавалергардском корпусе. После расформирования Кавалергардского корпуса был вызван в Москву и определён в Низовой корпус. Участвовал в походе Петра I в Дагестан в 1722 году. Находился в сражениях под Тумтаркалами, Амерханом, Канабуром, Карабудаками, Дюргалами и Верхними Казанищами. Неоднократно находился в походах в Польшу и в Крым.
В 1730 году под командой генерала Румянцева участвовал в боях против войск Сурхай-хана I. В 1731 году был командирован в числе трёх отрядов против тавлинцев и разбил их при Чёрных Водах.
В 1733 году, исполняя должность бригад-майора в команде генерал-лейтенанта А.Г. Загряжского, был в польском походе и сражался под Гданьском. В марте 1734 года сражался под Диршавой с каштеляном Чирским. В том же году Якоби был командирован против воеводы Любельского под Высочином, а затем в селение Пуцех с 300 драгунами для наблюдения за воеводой Любельским. Участвовал в русско-турецкой войне 1735—1739 годов. В 1735 году под командой генерал-майора Карла Бирона Якоби сражался в Вермляндии с Любельским, откуда последний, потерпев поражение, отступил в Польшу. После этого Якоби был послан на подкрепление подполковника рижского гарнизона Неелова.
В 1736 году Якоби сражался против Курпин в команде князя Урусова и участвовал в Крымской кампании. В 1737 году штурмовал Очаков, в 1739 году, в чине полковника, был командирован на 32-х судах в Чёрное море для атаки Белграда. Предприятие это не удалось вследствие шторма, повредившего суда. После этого Якоби участвовал ещё в различных стычках с неприятелем и был в походе в Персию.
3 марта 1740 года Варфоломей Валентинович был пожалован в бригадиры и назначен Селенгинским комендантом. В Селенгинске находилась канцелярия пограничных дел. На Якоби было возложено наблюдение за безопасностью отправлявшихся в Пекин русских караванов, охрана границ. Якоби часто исполнял поручения дипломатического характера по переговорам с цинским Китаем. Селенгинск будучи центром уезда, к 1745 году стал крупнейшим городом за Байкалом с населением более 4 тысяч человек. Якоби фактически выполнял воеводские обязанности и управлял канцелярией пограничных дел.
22 сентября 1762 награжден орденом Святой Анны.
В сентябре 1768 года Якоби подал прошение об отставке, прося о награждении его чином, деревнями и пенсией. Его просьба была удовлетворена. В 1769 году он вышел в отставку в чине генерал-поручика и пожалован пенсией. Якоби не успел выехать из Селенгинска — он умер 12 (23) декабря 1769 года. Похоронен у часовни Святого Креста, расположенной рядом со Спасским собором; в постсоветскую эпоху сохранившееся захоронение было признано памятником истории и внесено в список объектов культурного наследия Российской Федерации.